# Aesop's Fables

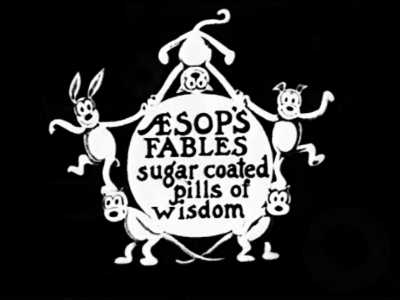
Título de Aesop's Fables.

Aesop's Fables (previamente titulada como Aesop's Film Fables y Aesop's Sound Fables) es una serie de cortometrajes animados creados por el caricaturista estadounidense Paul Terry. Terry recibió la idea del joven actor y escritor Howard Estabrook, quien le sugirió hacer una serie de dibujos animados basados en fábulas de Esopo. Aunque Terry después afirmó que nunca había oído hablar sobre Esopo, aseguró que la idea de Estabrook era bastante valiosa. Terry inmediatamente creó un estudio llamado Fables Studios, Inc. y recibió el apoyo de Keith-Albee Theatre.

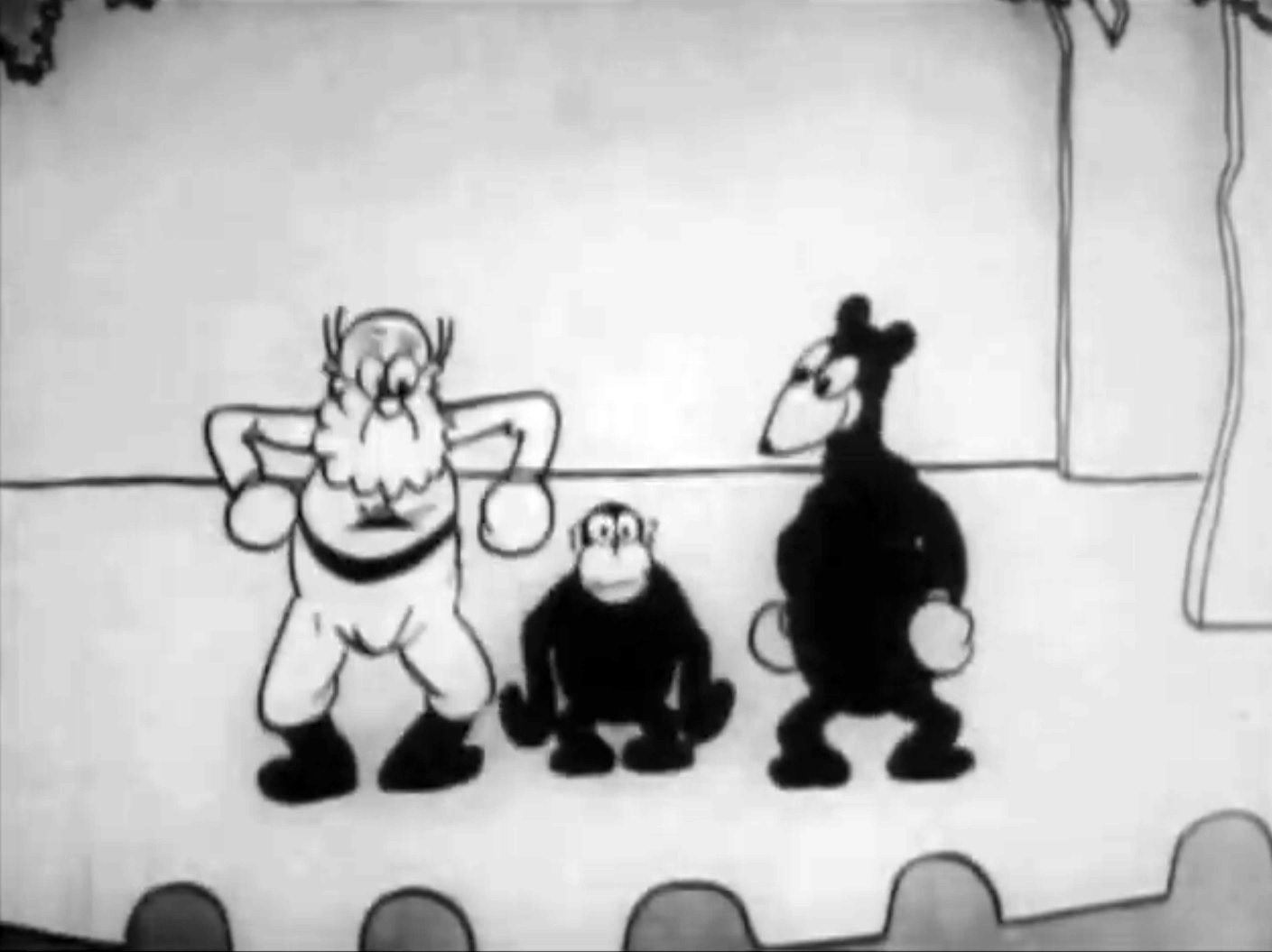
Farmer Al Falfa en "Amateur Night on the Ark" (1923).

La serie fue estrenada el 13 de mayo de 1921 con The Goose That Laid the Golden Egg. Solo los primeros cortos estuvieron basados en fábulas, mientras que los demás tenían como personajes a gatos, ratones y el disgustado Farmer Al Falfa. Cada corto terminaba con una moraleja que no tenía mucho que ver con el dibujo animado. El empleado de Terry, Mannie Davis, comentó una vez que las moralejas eran incluso "más graciosas que el corto en sí". "El hecho de que fueran ambiguas las hacía cómicas", dijo una vez Terry. Las moralejas incluían cosas como "El matrimonio es una buena institución, ¿pero quién quiere pasar su vida en una institución?".
Con The Jazz Singer de Al Jolson en 1927, el productor Amadee J. Van Beuren se dio cuenta del potencial del cine sonoro y le sugirió a Terry utilizar la nueva innovación en sus trabajos. Terry sostuvo que añadirle sonido solo complicaría el proceso de producción, pero terminó utilizándolo de todas maneras (el nombre de la serie cambió a Aesop's Sound Fables). Estrenado en octubre de 1928, Dinner Time se convirtió en el primer dibujo animado con una banda sonora totalmente sincronizada en ser mostrado al público. Sin embargo, el éxito solo duró hasta que fue estrenado Steamboat Willie de Walt Disney un mes después.
En 1929, Terry abandonó el proyecto y John Foster se hizo cargo de la serie bajo Van Beuren Corporation, formalmente Fable Studios, Inc. La serie finalizó en 1933.